# Mircea Petru Cucuianu
Mircea Petru Cucuianu (n. 22 iunie 1928 – d. 7 decembrie 2017) a fost un biochimist român, membru corespondent al Academiei Române din 2014.